# 南条文雄
南条 文雄（なんじょう ぶんゆう、嘉永2年5月12日〈1849年7月1日〉 - 昭和2年〈1927年〉11月9日）は、日本の明治・大正期に活躍した仏教学者・宗教家。旧字体で「南條文雄」とも表記される。字は「碩果」、「松坡」。
近代以前からの伝統的な仏教研究の上に、西洋近代の実証的・客観的な学問体系と方法論を初めて導入した。早い時期から仏典の原典であるサンスクリット（梵語）テキストの存在に注目。主要な漢訳経典との対校を行なうとともに、それらの成果をヨーロッパの学界に広く紹介するなど、近代的な仏教研究の基礎形成に大きな役割を果たした。

## 経歴

### 出生から欧州留学まで
1849年(嘉永2年)、美濃国大垣船町（現・岐阜県大垣市）の誓運寺（真宗大谷派）に生まれた。幼名は格丸、または格順。幼時より漢学・仏典の才に優れていた。1866年、大垣藩の僧兵隊に参加。1868年、京都東本願寺の高倉学寮に入るものの、翌年帰郷。1871年、高倉学寮で教鞭を取っていた福井県憶念寺南条神興の養子となり南条姓に改姓。再び学寮に赴き、護法場でキリスト教など仏教以外の諸学についても修めた。
1876年、同僚の笠原研寿とともに サンスクリット（梵語）研究のため大谷光瑩によってイギリスに派遣された。オックスフォード大学のマックス・ミューラーのもとでヨーロッパにおける近代的な仏教研究の手法を学び、漢訳仏典の英訳、梵語仏典と漢訳仏典の対校等に従事した。ロンドンでは、英語の勉強と梵語の修得にほとんどの時間を割いていた。また、菊池大麓や穂積陳重、櫻井錠二などとも交流したが、共に渡英した笠原は1882年に肺を患って帰国し、翌年死去する。
1883年にイギリスで出版された英訳『大明三蔵聖教目録』（Chinese Translation of Buddhist Tripitaka, the sacred canon of the Buddhist in China）は「Nanjo-Catalog」（南條目録）と称され、現在なお仏教学者・サンスクリット学者・東洋学者に珍重される。翌年、オックスフォード大学よりマスター・オブ・アーツの称号を授与され帰国。

### 仏教研究者として
1885年より東京帝国大学文科大学で梵語学の嘱託講師となり、1887年にインド・中国の仏教遺跡を探訪。1889年には文部省より日本第1号の文学博士の称号を授与された。1906年、帝国学士院会員に選出された。
1901年、東本願寺が真宗大学（現・大谷大学）を京都から東京巣鴨に移転開設すると、同大学の教授に就任した。初代学監清沢満之と協力して、関連諸学との緊密な連繋の上に立つ近代的な仏教研究・教育機関の創設に力を注いだ。 1903年、清沢満之の後を受けて真宗大学第2代学監に就任（～1911年）、その後も京都に戻った同大学（のちに真宗大谷大学、大谷大学と改称）の学長を1914年から1923年の長きにわたって務め、学長在任は通算18年近くに及んだ。この間、所属する真宗大谷派において学事体制の整備に尽瘁しつつ、仏教学・東洋学の学界において近代的な仏教研究の必要性を説き、その教育・普及に勉めた。
大学以外でも、日本各地・各方面において行なった活発な講話や執筆活動は、いずれも深い学識と信仰に裏打ちされ、多くの人を惹きつけた。1923年の関東大震災では所有していた書籍の全てを失った。1927年11月9日午前3時に79歳で死去。院号は為法院。

## 主要な著書
- Chinese Translation of Buddhist Tripitaka, the Sacred Canon of the Buddhist in China（1883年）(Nanjo-Catalogと称される)
- 『修養録』井冽堂 1906年
- 『感想録』井冽堂 1906年
- 『忘己録』山中孝之助 1907年
- 『歎異鈔講話』浩々洞出版部 1907年
- 『静思録』井冽堂 1908年
- 『安心録』文成社 1912年
- 『向上論』東亜堂書房 1914年
- 『通俗仏教講話』中央書院 1914年
- 『道の話』丁未出版社 1914年
- 『同情の力』弘文館書店 1915年
- 『進むべき道』大阪屋号書店 1917年
- 『仏教人生観』中央出版社 1917年
- 『南条文雄自叙伝』沈石山房 1924年
  - 『伝記・南条文雄』復刻伝記叢書・大空社、1993年
- 『仏教より観たる人の一生』中央出版社 1925年
- 『懐旧録』大雄閣 1927年
  - 『懐旧録 サンスクリット事始め』平凡社東洋文庫 1979年
- 『信念の発揮』忠誠堂 1927年
- 『心の安住菩提心を求むる道』中央出版社 1928年
- 『南条先生遺芳』南条先生遺芳刊行会編、1942年
- 『南條文雄著作選集』全10巻 佐々木教悟・長崎法潤・木村宣彰監修・編 うしお書店 2001年 - 2003年

### 共編著
- 岩崎行親、フランシス・ブリンクリーと共編「和英大辞典」三省堂（1896年）
- 笠原遺文集（編）（1899年）
- 『仏教聖典』前田慧雲共編 三省堂 1905年
- 『六法礼経四訳対照（編）（1913年）
- 大明三蔵聖教目録（編）（1929年）

### 翻訳
- フリードリヒ・マックス・ミュラー『比較宗教学』博文館、1907年
- 梵文和訳仏説無量寿経：支那五訳対照；梵文和訳仏説阿弥陀経：支那二訳対照 1908年
- 『梵文入楞伽経 邦訳』泉芳璟共訳 南条先生古稀記念祝賀会 1927年
- 『新訳法華経 梵漢対照』泉芳璟共訳 真宗大谷大学尋源会出版部 1913年

## 南条文雄に関する参考文献
- 南条と笠原の伝記は前嶋信次『インド学の曙』前半にある（世界聖典刊行協会）
- 近代日本人の肖像(南条文雄)国立国会図書館
- 花房吉太郎, 山本源太『日本博士全伝』博文館、1892年、24-25頁。doi:10.11501/992465。NDLJP:992465。「国立国会図書館デジタルコレクション/ログインなしで閲覧可能」
- 雲井昭善「<人と業績> 南条文雄先生 -- 近代仏教学研究の先駆者 --」『佛教学セミナー』第7巻、大谷大学佛教学会、1968年5月、60-70頁、CRID 1050845763430273792、ISSN 0287-1556、NAID 120006724521。